# Factor de correcció de Cunningham
En la dinàmica de fluids, el factor de correcció de Cunningham o factor de correcció de lliscament de Cunningham s'utilitza per tenir en compte els efectes no-continus en el càlcul del fregament en petites partícules. La derivació de la llei de Stokes, que s'utilitza per calcular la força de fregament en petites partícules, assumeix una condició de no lliscament que, per un nombre de Knudsen elevat, no és correcta. El factor de correcció de Cunningham permet la predicció de la força de fregament sobre una partícula que es mou en un fluid amb un nombre de Knudsen entre el règim continu i el flux molecular lliure.
Ebenezer Cunningham va derivar el factor de correcció el 1910 i el va verificar juntament amb Robert Andrews Millikan el mateix any. És el següent: 
{\displaystyle C=1+{\frac {2\lambda }{d}}\cdot (A_{1}+A_{2}\cdot e^{\frac {-A_{3}\cdot d}{\lambda }})}
on
C és el factor de correcció
λ és el camí lliure mitjà
d és el diàmetre de la partícula
An són coeficients determinats experimentalment
Per l'aire (Davies, 1945):
A1 = 1.257
A₂ = 0.400
A₃ = 0.55
El factor de correcció de Cunningham esdevé significant quan les partícules són més petites de 15 micròmetres, per l'aire a temperatura ambient.
Per partícules més petites s'ha de tenir en compte el moviment Brownià.